# Тюрьма для белых медведей

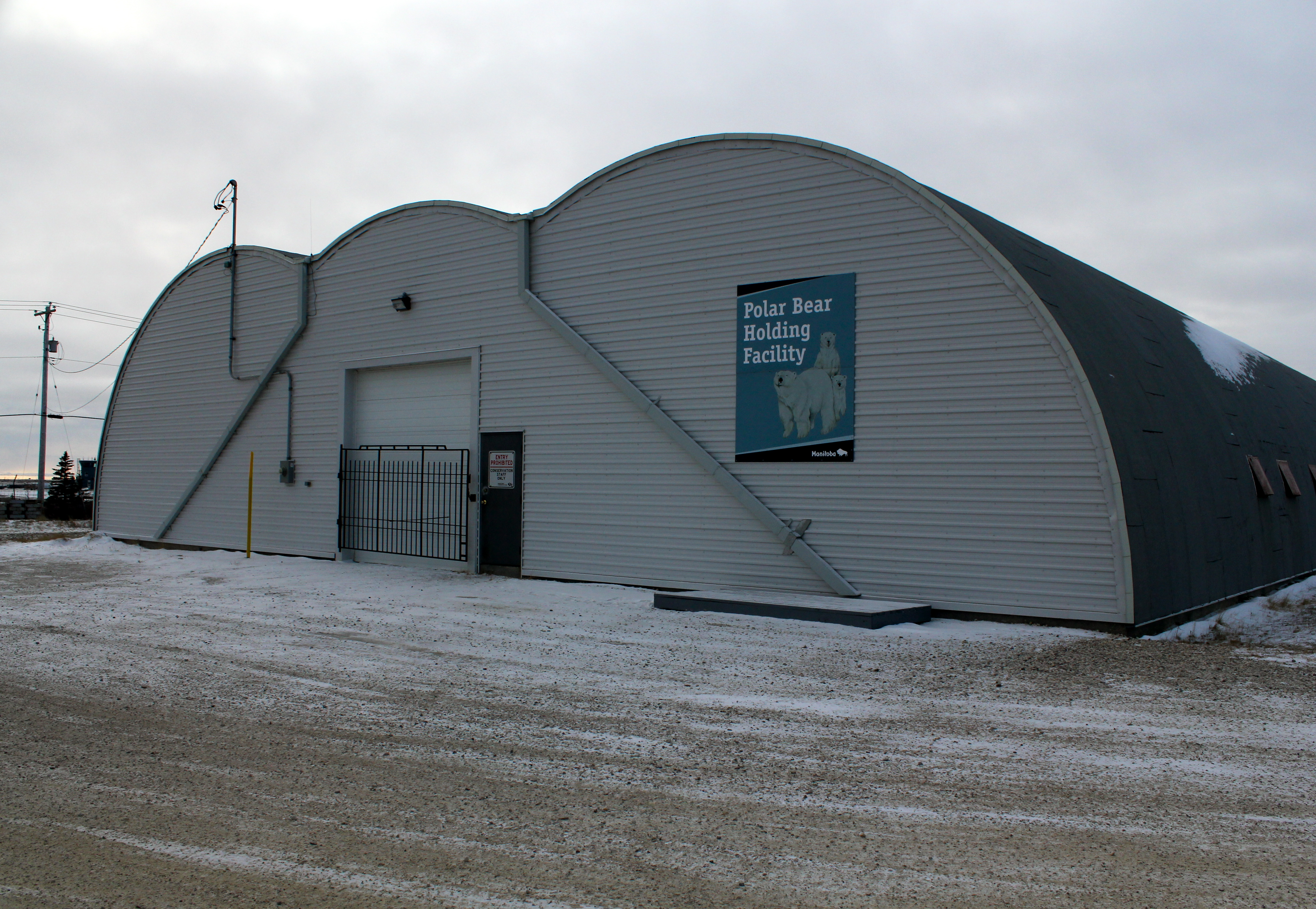

Тюрьма для белых медведей (англ. Polar Bear Holding Facility) — специальное сооружение, построенное в канадском городе Черчилл, провинции Манитоба, для пребывания особей белых медведей, представляющих угрозу для населения.

## История
Ранее белых медведей, представлявших опасность, отстреливали. В 1982 году (по другим данным — в 1983 году, после того, как прямо на улицах города человек был убит медведем) на месте бывшей военной базы, в здании, которое официально называется «Дом номер D-20», впервые разместили подобное помещение. Но если ранее это здание служило моргом для погибших военных, теперь в нём содержат медведей живыми.

## Содержание животных
Первоначально тюрьма состояла из 20 клеток, в которые помещались 16 особей-одиночек и 4 семейные группы. Срок пребывания в заключении может составлять от двух до 30 дней, однако если некоторых особей ловят уже не в первый раз, то этот срок может быть увеличен. Суть всего метода состоит в том, чтобы у медведей сформировалось чувство опасности приближения к городу, поэтому во время пребывания в заключении животным дают лишь воду.
При поимке опасная особь медведя обездвиживается с помощью транквилизатора и получает яркую метку на холке. Выпускают медведей ближе к зиме, когда льды уже замерзают на акватории Гудзонова залива, при этом снова транквилизуют и транспортируют как можно дальше от города при помощи вертолёта.
В последнее время тюрьма для белых медведей была расширена, теперь в ней имеется уже 28 камер. Тем не менее, жители Черчилла всё ещё вынуждены соблюдать осторожность. Рассказывалось, что в летние месяцы окрестности города посещает до 1000 белых медведей. Основная причина заключается в том, что во время таяния льдов медведи лишены возможности охотиться на свою основную добычу — тюленей, и они, мучимые голодом, создают угрозу жителям городка.
Также в наши дни около Гудзонова залива и реки Черчилл расставлены предупреждающие знаки «Осторожно, белые медведи!» (англ. «Polar Bear Alert»), а житель города, увидевший где-либо белого медведя, может обратиться в специальную службу, после чего животное отлавливают сотрудники Министерства природных ресурсов.